# Fontana di piazza del Viminale
La fontana di piazza del Viminale si trova a Roma, al centro dell'omonima piazza che si apre tra le rampe carrabili circolari che conducono all'entrata del palazzo sede del Ministero dell'Interno.
Il progetto della fontana era destinato ad una piazza del quartiere di Testaccio, per il quale il Comune aveva bandito un apposito concorso. Lo scultore Publio Morbiducci non vinse la gara, ma la commissione gli assegnò un premio in denaro e decise che la fontana fosse comunque meritevole di essere realizzata.
Terminato da dieci anni il palazzo del Viminale, nel 1929 il Morbiducci stesso fu incaricato di modificare e arredare la piazza antistante il palazzo, edificando anche la sua fontana.
In un'area rettangolare con bombature a semicerchio sui lati minori, posta circa mezzo metro sotto il livello stradale, si apre una piscina rettangolare. L'accesso all'area esterna è consentito da tre gradini al centro dei lati maggiori, e tutto il perimetro è delimitato da un'inferriata sostenuta da 20 colonnine in pietra (quattro per ogni bombatura, altre quattro per ciascuna rampa di scale ed una per ogni spigolo del rettangolo). Al centro della piscina si trova un grosso basamento anch'esso rettangolare, semplicemente decorato, sui lati lunghi, da bassorilievi raffiguranti i tre monti araldici simbolo del rione e la lupa capitolina su un lato e una corona turrita, simbolo d'Italia, sull'altro. Su tutto, due appoggi reggono una vasca poco profonda, anch'essa rettangolare, ornata semplicemente da due coppie di finte maniglie sui lati maggiori. La vasca contiene due elementi sferici dai quali zampilla l'acqua che cade nella piscina tracimando dalla vasca stessa.
L'ultimo restauro risale al 1999.